# Équipe de Belgique de hockey en salle
 (juillet 2024).
Si vous disposez d'ouvrages ou d'articles de référence ou si vous connaissez des sites web de qualité traitant du thème abordé ici, merci de compléter l'article en donnant les références utiles à sa vérifiabilité et en les liant à la section « Notes et références ».
Maillots
L'équipe de Belgique de hockey en salle est la sélection des meilleurs joueurs belges de hockey en salle.

## Palmarès
| Coupe du monde (0) |  | Championnat d'Europe I (2) - 1974 : 5e - 1976 : 2e - 2018 : 2e. |  | Championnat d'Europe II (1) - 2014 : 6e (Bern-SWI) |

| Championnat d'Europe III (1) - 2012 : 2e (Porto-POR) |

## Sélectionneurs
| Pays | Nom             | Période |
| ---- | --------------- | ------- |
|      | Marcelo Orlando | 2011-   |